# Vladislav Sakadeyev
Vladislav Alekseyevich Sakadeyev (tiếng Nga: Владислав Алексеевич Сакадеев; sinh ngày 7 tháng 10 năm 1997) là một cầu thủ bóng đá người Nga. Anh thi đấu cho FSK Dolgoprudny.

## Sự nghiệp câu lạc bộ
Anh ra mắt chuyên nghiệp tại Giải bóng đá chuyên nghiệp quốc gia Nga cho FC Pskov-747 vào ngày 4 tháng 9 năm 2014 trong trận đấu với F.K. Torpedo Vladimir.